# Halshäran
Halshäran är ett skär i Åland (Finland). Det ligger i Skärgårdshavet och i kommunen Kumlinge i landskapet Åland, i den sydvästra delen av landet. Ön ligger omkring 51 kilometer öster om Mariehamn och omkring 230 kilometer väster om Helsingfors.
Öns area är 3 hektar och dess största längd är 270 meter i sydväst-nordöstlig riktning. Trakten är glest befolkad. Närmaste större samhälle är Kumlinge, 8,6 km norr om Halshäran.